# Le Remords du juge
Pour plus de détails, voir Fiche technique et Distribution.
Le Remords du juge est un film muet français réalisé par Georges Denola, sorti en 1911.

## Fiche technique
- Titre : Le Remords du juge
- Réalisation : Georges Denola
- Scénario : Jean Sigaux
- Photographie :
- Montage :
- Société de production : Pathé frères
- Société de distribution : Pathé frères
- Pays d'origine :  France
- Langue : film muet avec les intertitres en français
- Métrage : 315 mètres
- Format : Noir et blanc — 35 mm — 1,33:1 — Muet
- Genre : Film dramatique
- Durée : 10 minutes 30
- Dates de sortie : 
  -  France : 29 novembre 1911

## Distribution
- Jean Kemm : Léon Richard, le juge
- Georges Saillard : Pierre Valin
- Germaine Dermoz : Roberte Valin
- Maurice Luguet
- Georges Tréville